# Frank Sinatra's Greatest Hits
Frank Sinatra's Greatest Hits è un album di raccolta del cantante statunitense Frank Sinatra, pubblicato nel 1968.

## Tracce
1. Strangers in the Night
2. Summer Wind
3. It Was a Very Good Year
4. Somewhere in Your Heart
5. Forget Domani
6. Somethin' Stupid
7. That's Life
8. Tell Her (You Love Her Each Day)
9. The World We Knew (Over and Over)
10. When Somebody Loves You
11. This Town
12. Softly, as I Leave You